# Bii (ca sĩ)
Bii (tiếng Hàn Quốc: 필서진, sinh ngày 7 tháng 7 năm 1989) là nam ca sĩ, diễn viên người Đài Loan. Tên tiếng Hàn của anh là 필서진 (Pil Seo-jin), còn tên ở Trung Quốc ở anh là 畢書盡 (Tất Thư Tận). Hai chữ "i" của tên sân khấu "Bii" thể hiện 2 cá thể khác nhau. Từ năm 2013, anh đã tự giới thiệu mình dưới hình thức tên Bii Bishujujin với tên và tên của mình. Ngày nay tên và tên sân khấu của anh đều được biết đến rộng rãi.

## Tiểu sử
Bii sinh ra và trưởng thành ở Hàn Quốc, bố là người Đài Loan, mẹ là người Hàn Quốc. Vào thời điểm anh sinh ra, luật Hàn Quốc không cho phép phụ nữ lấy chồng ngoại quốc và thay đổi quốc tịch trẻ em, nên anh được coi như là Hoa kiều. Anh còn có một em trai, Pil Seo-yeong.
Cuộc sống ở Hàn rất khó khăn vì không được công nhận là công dân, không có bảo hiểm y tế và phải trả học phí cao hơn.
Năm 17 tuổi khi vẫn là học sinh THPT, anh được công ty SM chiêu mộ, nhưng bị mẹ phản đổi vì bà không muốn anh gia nhập showbiz.
Ngôn ngữ mẹ đẻ của anh là tiếng Hàn. Đến khi về Đài Loan anh mới học tiếng phổ thông.
Năm 2011, Bii nhập tịch Đài Loan. Anh có thời gian rời showbiz vì phải thực hiện nghĩa vụ quân sự từ tháng 11-2011 đến tháng 11-2012. 

## Danh sách đĩa hát

### EP
| Thông tin EP                                 | Bài hát |
| -------------------------------------------- | --- |
| Bii (EP) - Ra mắt: 9 tháng 7 năm 2010        | Danh sách bài hát 1. Bii My Love 2. What Can I Do 3. Lost (phiên bản tiếng Trung) 4. Stay (phiên bản tiếng Hàn) |
| Love More (EP) - Ra mắt: 23 tháng 7 năm 2015 | Track listing 1. Love More 2. B-A-B-Y (Chỉ có phiên bản tiếng Hàn)                                              |

### Album
| Thông tin Album                                              | Bài hát |
| ------------------------------------------------------------ | --- |
| Bii Story (album) - Ra mắt: 6 tháng 10 năm 2010              | Danh sách bài hát 1. After Turning Away 2. Bye Bye Bye 3. Day by Day 4. Cannot Reach Happiness/That Cannot Be Happy 5. Lost 6. Baby I Love You 7. Bellucia 8. The Song Written For You 9. Bii My Love 10. After Turning Away (Korean version) 11. Bye Bye Bye (Korean version) 12. You Leave Me (Korean version) 13. Stay (Korean version) 14. What Can I Do (Korean version) |
| Come Back To Bii (album) - Ra mắt: 16 tháng 5 năm 2013       | Danh sách bài hát 1. Come back to Me 2. Feel Good 3. Flying Meteor 4. Nothing To Do With Happiness/Nothing But Happiness 5. Unstoppable Life 6. I Will BE By Your Side (feat. Miu Chu) 7. Softly 8. I Know 9. Goodbye Goodbye 10. The Love You Gave Me 11. Come back to Me (Korean version) 12. Unstoppable (feat. Andrew Tan)                                                |
| Action Bii (album) - Ra mắt: 19 tháng 12 năm 2014            | Danh sách bài hát 1. Action Go! 2. By My Side 3. I Wanna Say 4. Baby Don't 5. I'm Still Missing You 6. We Are Walking in Love 7. Break Me Down 8. My Love For You Won't Change 9. Find the Way 10. Black and White |
| I'm Bii to the Double I (album) - Ra mắt: 6 tháng 6 năm 2016 | Danh sách bài hát 1. Catch Your Double Eye 2. Funky Boy 3. 38 4. I Will Miss You 5. Love Magic 6. Tender Love 7. All You Did 8. Maybe Baby 9. Sweet Little Baby 10. Endless Forget |
| Bii Your Light (album) - Ra mắt: 9 tháng 8 năm 2017          | Track listing 1. You're gone 2. Nothing at all 3. Be your Light 4. My Girl 5. Dan 6. Red n'Hot 7. Let's Drunk 8. Ai Ni Jiu Gou Le 9. Thing of You 10. Zai Ni De Shi Jie |

### Soundtrack
| Năm  | Album                 | Thể loại hát                                                        | Ghi chú                              |
| ---- | --------------------- | ------------------------------------------------------------------- | ------------------------------------ |
| 2007 | My Lucky Star OST     | Looking At Each Other (phiên bản tiếng Hàn)                         |                                      |
| 2010 | Chung Vô Diệm OST     | "Lost", trong phim                                                  |                                      |
|      | Chung Vô Diệm OST     | "Day by Day", trong phim                                            |                                      |
|      | Chung Vô Diệm OST     | "Bye Bye Bye", trong phim                                           |                                      |
|      | Chung Vô Diệm OST     | "After Turning Away", kết thúc phim                                 |                                      |
|      | Chung Vô Diệm OST     | "Cannot Reach Happiness/That Cannot Be Happy", mở đầu phim          |                                      |
| 2012 | What Is Love? OST     | "You Give Me Love", trong phim                                      |                                      |
| 2013 | The King 2 Hearts OST | "Flying Meteor", mở đầu phim                                        |                                      |
| 2013 | Love Around OST       | "Come Back To Me", mở đầu phim                                      |                                      |
|      | Love Around OST       | "Nothing To Do With Happiness/Nothing But Happiness", kết thúc phim |                                      |
|      | Love Around OST       | "I Know", trong phim                                                |                                      |
|      | Love Around OST       | "I Will Be By Your Side", trong phim                                | với Miu                              |
| 2015 | Someone Like You OST  | "I'm Still Missing You", mở đầu phim                                |                                      |
|      | Someone Like You OST  | "Baby Don't", trong phim                                            |                                      |
|      | Someone Like You OST  | "Break Me Down", trong phim                                         |                                      |
|      | Someone Like You OST  | "We Are Walking in Love", trong phim                                |                                      |
|      | Someone Like You OST  | "My Love For You Won't Change", trong phim                          |                                      |
| 2015 | Love Cuisine OST      | "Love More", trong phim                                             |                                      |
| 2015 | Bromance OST          | "Epochal Times", mở đầu phim                                        | với Andrew Tan, Ian Chen và Dino Lee |
|      | Bromance OST          | "Back in Time", trong phim                                          |                                      |
|      | Bromance OST          | "Tender Love", trong phim                                           |                                      |
| 2016 | Công chúa Giải Ưu OST | "Aurora", kết thúc phim                                             |                                      |
| 2016 | Prince of Wolf OST    | "I Will Miss You"                                                   |                                      |
|      | Prince of Wolf OST    | "Sweet Little Baby"                                                 |                                      |
|      | Prince of Wolf OST    | "Love Magic", mở đầu phim                                           |                                      |
|      | Prince of Wolf OST    | "Funky Boy"                                                         |                                      |
| 2016 | Better Man OST        | "38", trong phim                                                    |                                      |
|      | Better Man OST        | "All You Did", kết thúc phim                                        |                                      |
|      | Better Man OST        | "Maybe Baby", trong phim                                            |                                      |
| 2017 | Memory Love OST       | "You're Gone"                                                       |                                      |
|      | Memory Love OST       | "Nothing at all"                                                    |                                      |

## Sự nghiệp phim ảnh

### Phim truyền hình
| Năm  | Đài         | Tên phim         | Vai               |
| ---- | ----------- | ---------------- | ----------------- |
| 2010 | TTV / SETTV | Chung Vô Diệm    | Nghệ sĩ đường phố |
| 2013 | TTV         | Love Around      | Peter             |
| 2015 | TTV / SETTV | Someone Like You | Gu Long           |
| 2015 | TTV / SETTV | Bromance         | Vệ Thanh Dương    |

### Điện ảnh
- 2016 Trolls (phim), Branch (nhân vật giọng nói trong phiên bản tiếng Quan Thoại của Đài Loan)